# ExtendSim

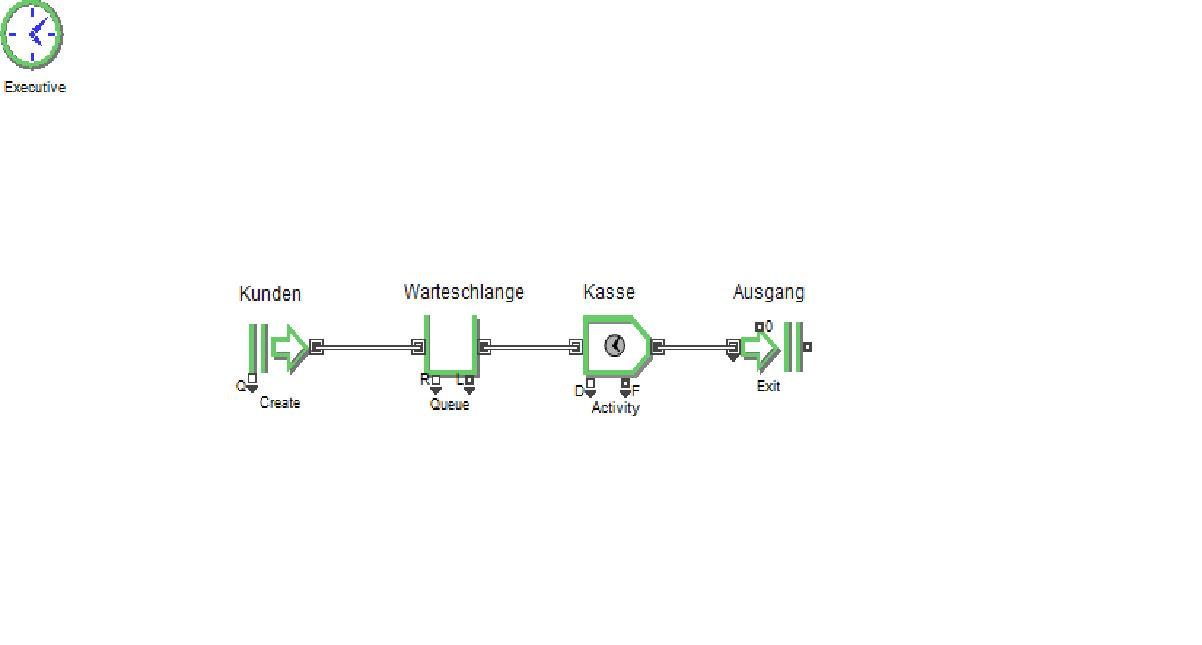
Ein einfaches Modell in ExtendSim.

ExtendSim ist ein Simulationsprogramm von Imagine That Inc., mit dem sich diskrete, stetige und agentenbasierte Simulationsmodelle erstellen lassen. Es gibt vier ExtendSim-Programmpakete (AT, CP, OR, Suite). Anwendungen wie Tabellenkalkulationen oder Datenbanken lassen sich in ExtendSim integrieren.

## Erstellung eines Simulationsmodells
Simulationsmodelle werden in ExtendSim erstellt, indem die einzelnen Blöcke mit der Maus auf die Modellierungsfläche gezogen und mit Verbindungslinien verbunden werden. Ein Block stellt dabei einen Berechnungsschritt oder einen Teilprozess dar. Diese Blöcke befinden sich in verschiedenen Bibliotheken. Das Verhalten der Blöcke kann in einem Dialog oder über andere Blöcke gesteuert werden. Eigene Blöcke können auch erstellt werden.
Viele Blöcke haben Konnektoren (connectors), durch die Simulationsobjekte in den Block gehen und diesen verlassen. Abgesehen davon bieten Konnektoren die Möglichkeit, Informationen in einen Block einzugeben, die dessen Verhalten beeinflussen. Entlang der Verbindungslinien zwischen den Blöcken bewegen sich die Simulationsobjekte (items). Items kann ihre Verarbeitungsreihenfolge mitgegeben werden („Industrie 4.0“).  Es besteht die Möglichkeit, den Bewegungsfluss der Simulationsobjekte visuell durch Animation zu verfolgen. Datenbanknutzung spielt in fortgeschrittener Anwendung eine wichtige Rolle.

## Anwendungsfelder
Mit ExtendSim können Simulationsmodelle aus vielen verschiedenen Bereichen erstellt werden. Es wird für Simulationsmodelle u. a. aus der Herstellung, dem Gesundheitssystem, der Kommunikation, Verteidigung, Landwirtschaft, Umwelt, Energiewirtschaft, dem Dienstleistungsbereich und dem innerbetrieblichen Informationsfluss verwendet.